# Empis curticornis
Empis curticornis är en tvåvingeart som beskrevs av Collin 1960. Empis curticornis ingår i släktet Empis och familjen dansflugor. Inga underarter finns listade i Catalogue of Life.